# Limbo

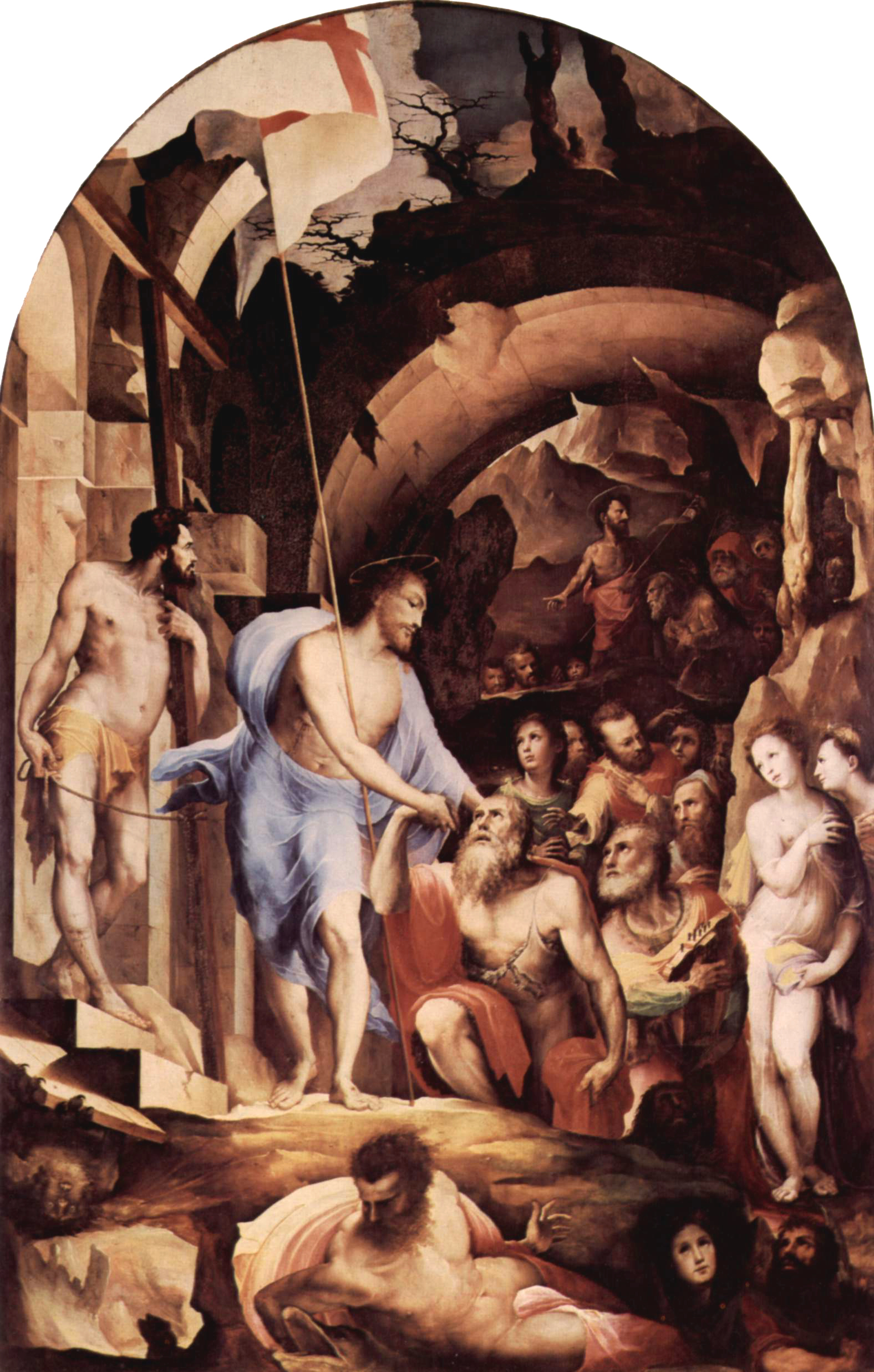
Jesus no limbo, por Domenico Beccafumi.

Limbo (do latim, "limbus": orla, debrum, margem, franja), segundo a teologia cristã, é um conceito de caráter escatológico presente, por exemplo, na Igreja Católica, que identifica locais que estão "à margem" de um lugar principal.

## Conceito católico
O primeiro conceito de Limbo, na Igreja Católica Apostólica Romana, refere-se ao lugar para onde vão as crianças que morrem sem o batismo antes de terem chegado à idade da razão e que não cometeram pecados pessoais, onde viverão sem nenhuma pena, mas privadas da visão beatífica de Deus, ainda que gozem de máxima felicidade natural, mas não sobrenatural.
Mais precisamente, o limbo é o lugar para onde vão as almas que, sem terem cometido pecados pessoais, estão para sempre privadas do dom gratuito da visão sobrenatural de Deus, pois o pecado original em suas almas não foi perdoado pelo batismo, embora, nesse lugar, gozem, de plena felicidade natural.
Também é chamado de Limbo, Seio de Abraão, Mansão dos Mortos ou Infernos o lugar onde os justos do Antigo Testamento esperavam a Redenção do Messias.

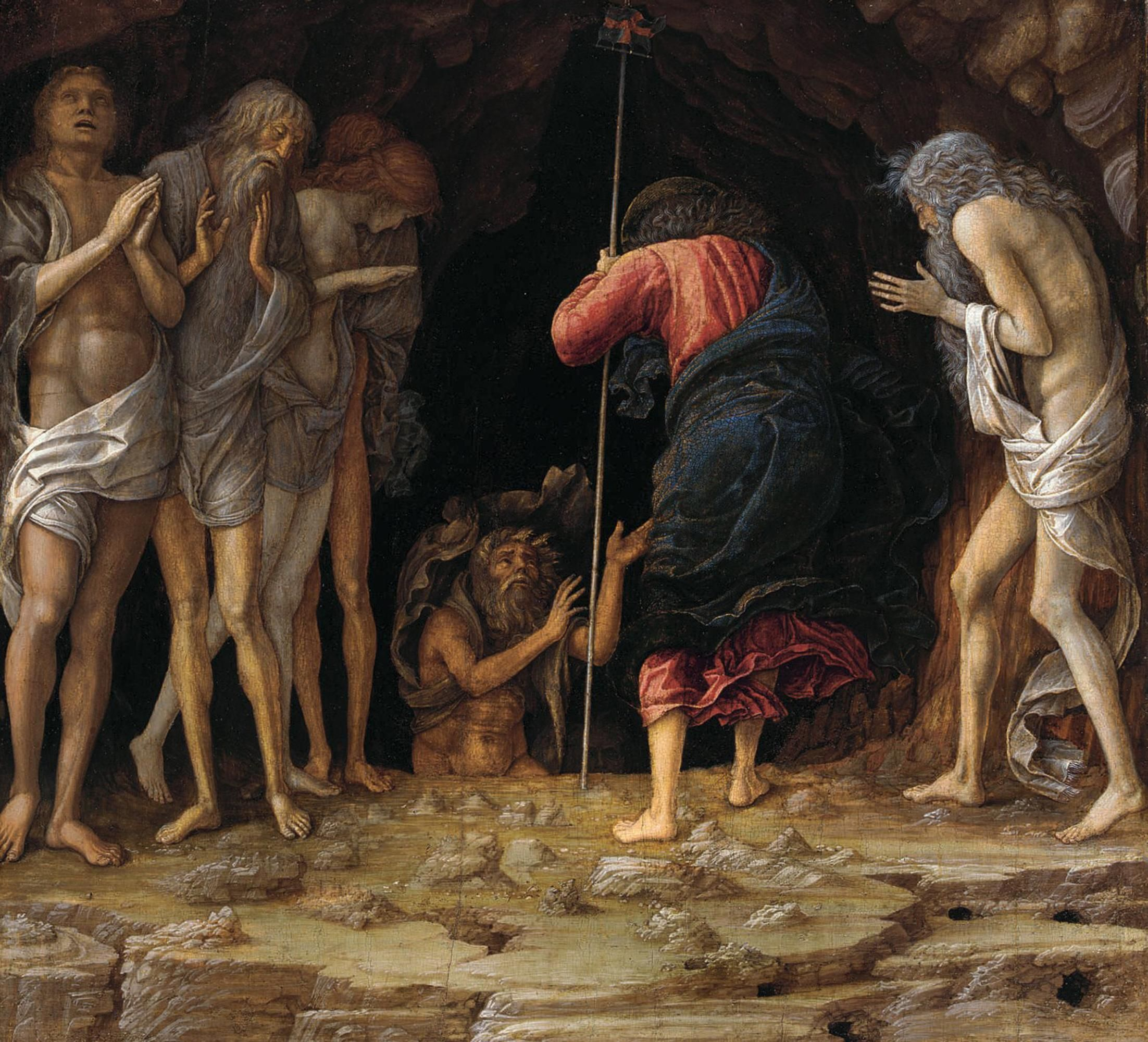
Jesus no Limbo par Andrea Mantegna.

| “ | O limbo não deve ser confundido com o estado de purificação do Purgatório, que segue o juízo particular e antecede o ingresso das almas na beatitude celeste. No limbo, não há penas nem purificação a serem realizadas | ” |

### Limbo dos patriarcas
O Limbo dos patriarcas (ou, em latim, "limbus patrum"), que é um dogma da Igreja Católica, é um lugar provisório para onde vão os justos do Antigo Testamento "que creram no Messias, tendo feito a contrição de seus pecados, mas ainda possuindo a marca do pecado original", porque a "missão salvífica" de Jesus ainda não havia sido realizada na Terra. Neste limbo, chamado também de "sheol" (ou "Hades" ou "Seio de Abraão" — vide estado intermediário), os justos que o habitam "aguardavam […] o momento de serem levados à presença de Deus, pela redenção completa operada pelo Cristo" através da sua morte na cruz.
Depois da sua morte redentora, Jesus Cristo, desceu à "mansão dos mortos", ou seja, ao "limbo dos patriarcas", para conceder às almas que o habitavam, mortas antes de Jesus morrer na cruz, "os benefícios do seu sacrifício expiatório; estas almas foram, então, alcançadas pelo sangue do Cordeiro (Romanos 3:25)", podendo assim serem salvas. Em seguida, Jesus transportou todas estas almas santas para o Céu, deixando vazio assim o "limbo dos patriarcas".

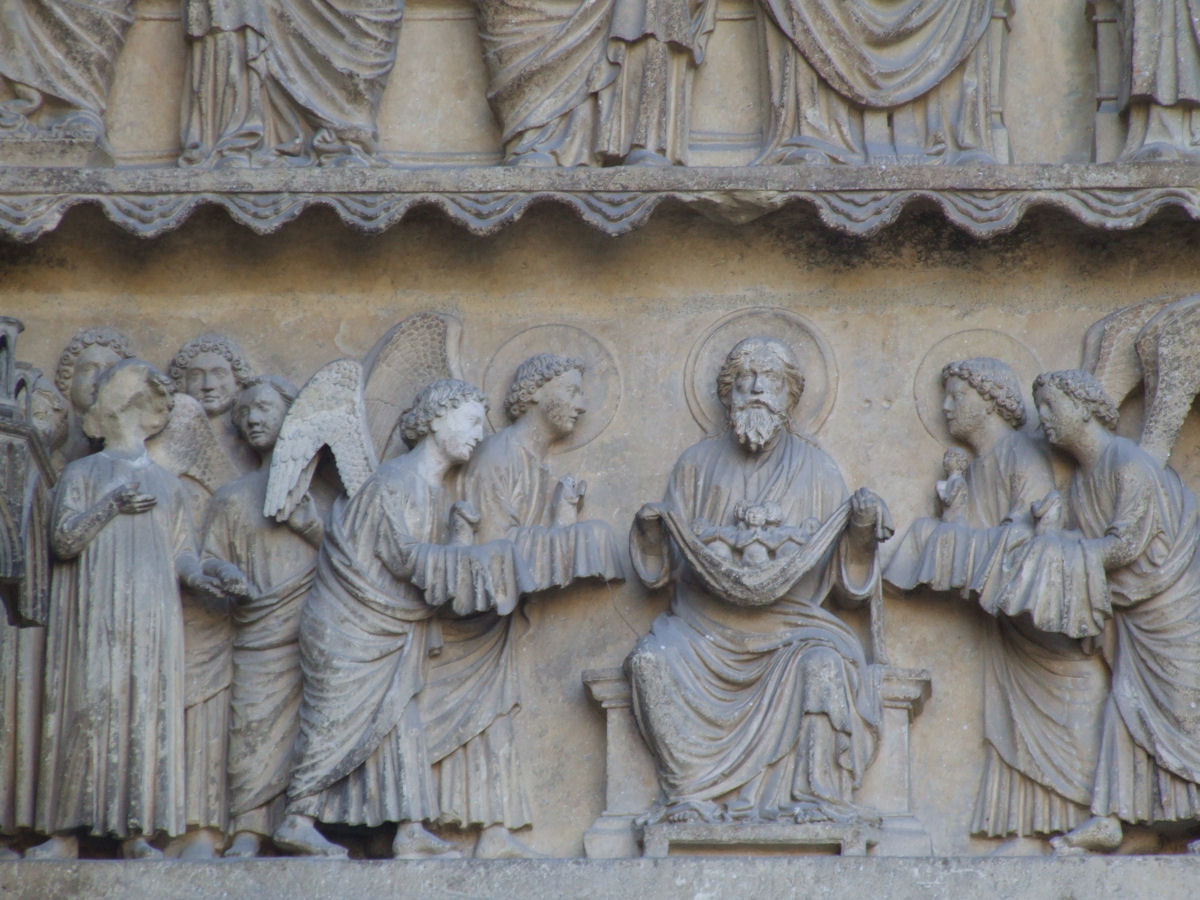
Abraão apresentando pequenas figuras das almas num manto, que representa seu “seio”, com anjos como figuras adicionais. Catedral de Reims.

### Limbo das crianças
Segundo a Tradição Católica, o Novo Testamento não contém nenhuma declaração definitiva de tipo positivo a respeito do destino daqueles que morrem em pecado original sem estarem com grave culpa pessoal. Mas, ao insistir na necessidade absoluta de "nascer de novo da água e do Espírito Santo " (João 3, 5) para entrar no reino dos céus, Jesus Cristo claramente implica que os homens nascem neste mundo em estado de pecado, e o ensinamento de São Paulo no mesmo sentido é bastante explícito (Romanos 5:12 e seguintes). 
Por outro lado, é claro nas Escrituras e na Tradição Católica que os meios de regeneração fornecidos para esta vida não permanecem disponíveis após a morte, de modo que aqueles que morrem não regenerados, ou seja, apenas em pecado original, ainda que sem pecado mortal, são eternamente excluídos da felicidade sobrenatural da visão beatífica (João 9, 4, Lucas 12, 40, 16, 19 e seguintes, 2 Coríntios 5,10).  Ludwig Ott afirma que essa doutrina é dogma de fé.

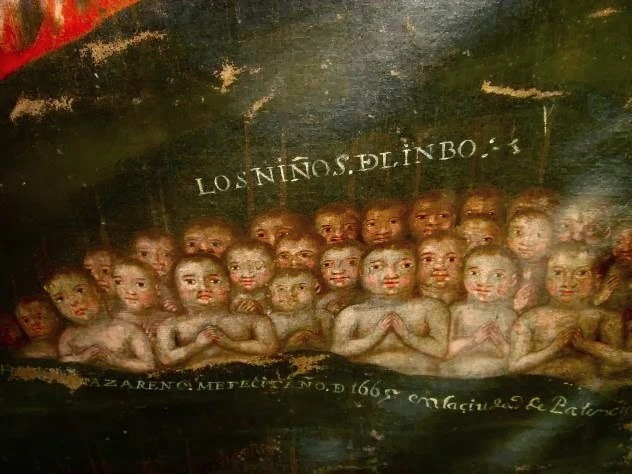
Limbo das crianças, representadas alegres, século XVII.

No decorrer dos séculos de ensino católico, o destino eterno daqueles que partem desta vida apenas em pecado original foi mencionado algumas vezes por Papas e Concílios. Muitas vezes utiliza-se o termo "inferno" ou "infernos" para contrapor o destino eterno daqueles que não estão na visão beatífica, embora não se considere necessariamente que se trata do inferno dos condenados por pecado mortal. Exemplos de citações magisteriais, conciliares ou de pais da Igreja a respeito do assunto são:
“As almas daqueles que morrem em pecado mortal ou somente com o pecado original... descem imediatamente ao inferno, para ali serem punidas com penas diferentes.” (Papa Gregório X, Segundo Concílio de Lião, 1274, ex cathedra)
“...as almas daqueles que partem desta vida em pecado mortal atual, ou somente em pecado original, descem imediatamente ao inferno para serem punidas, mas com penas desiguais.” (Papa Eugênio IV, Concílio de Florença, Laetentur Caeli, 6 de julho de 1439)
“A Igreja Romana ensina... que as almas daqueles que morrem em pecado mortal ou apenas com o pecado original descem imediatamente ao inferno, sendo, contudo, punidas com penas diferentes e em lugares distintos...” (Papa João XXII, Nequaquam Sine Dolore, 1321 d.C.)
“O Batismo é dado para a remissão dos pecados; e segundo o uso da Igreja, o Batismo é conferido também aos infantes. E, de fato, se não houvesse nada nos infantes que requeresse a remissão dos pecados e nada neles relacionado com o perdão, a graça do Batismo seria supérflua.” (Orígenes, Homilia sobre Levítico 8:3 – Ano 244)
“Quanto à questão dos infantes, sobre a qual dizes que não devem ser batizados no segundo ou terceiro dia após o nascimento, e que a lei da antiga circuncisão deveria ser observada, de modo que pensas que o recém-nascido não deve ser batizado e santificado antes do oitavo dia... Então, caríssimo irmão, foi esta a nossa opinião no concílio: que ninguém deve ser impedido de receber o Batismo... pensamos que isso deve ser ainda mais observado no caso dos infantes e recém-nascidos.” (São Cipriano, Epístola 58 a Fides [54] – Ano 251)
“Batizamos os infantes, embora eles não sejam culpados de pecados [pessoais].” (São João Crisóstomo, Pai e Doutor da Igreja, Ad Neophytos – Ano 388)
“A não ser que alguém renasça da água e do Espírito Santo, não poderá entrar no Reino de Deus. Ninguém é exceção: nem o infante; nem aquele impedido por necessidade.” (Santo Ambrósio de Milão, Pai e Doutor da Igreja (Abraão 2,11:79 – Ano 387)
“Que assim seja, alguém dirá: que isso vale para quem pede o Batismo; [então] e os que ainda são crianças, inconscientes tanto da perda quanto da graça? Devemos batizá-los também? Certamente, se houver qualquer perigo. Pois é melhor que sejam santificados inconscientemente do que partam sem o selo e sem a iniciação.” (São Gregório Nazianzeno, Pai e Doutor da Igreja, Oração sobre o Santo Batismo, 40:28 – Ano 381)
“Acontecerá, eu creio... que esses últimos mencionados [infantes que morrem sem batismo] não serão nem admitidos pelo justo juiz à glória do Céu, nem condenados a sofrer castigos, pois, embora não selados [pelo batismo], não são malditos... Pois do fato de alguém não merecer castigo, não decorre que seja digno de honra, assim como não se segue que quem não é digno de certa honra mereça por isso ser punido.” (São Gregório Nazianzeno, Pai e Doutor da Igreja, Oração 40, 23)
“Do mesmo modo, quem disser que aquelas crianças que partem desta vida sem participar do Sacramento (do Batismo) estão vivas em Cristo, certamente contradiz a declaração apostólica e condena a Igreja universal, na qual é prática não perder tempo e correr apressadamente para administrar o Batismo aos infantes, pois se crê como verdade indubitável que, de outra forma, não podem ser vivificados em Cristo.” (Santo Agostinho, Pai e Doutor da Igreja, Epístola 167, Ano 415)
“Se queres ser católico, não creias, não digas, nem ensines que infantes levados pela morte antes de serem batizados podem alcançar a remissão do pecado original.” (Santo Agostinho, Pai, Doutor e Bispo da Igreja, Sobre a Alma e sua Origem, Livro II)
“A ideia de que os infantes podem ser admitidos às recompensas da vida eterna sem sequer a graça do Batismo é absolutamente tola.” (Papa São Inocêncio I, Carta aos Bispos da Igreja, Ano 417)
“Do mesmo modo, foi decidido que aquele que disser que infantes recém-saídos do ventre de suas mães não devem ser batizados... seja anátema.” (Concílio de Cartago, Cânon 2, Ano 418)
"[Aqueles que morrem apenas com o pecado original em suas almas não sofrerão] nenhuma outra pena, seja pelo fogo material ou pelo verme da consciência, exceto a pena de serem privados para sempre da visão de Deus.” (Papa Inocêncio III (1160–1216), Corpus Juris, Decret. l. III, tit. xlii, c. iii — Majores)
“Pelo Batismo, o homem é ordenado à Eucaristia, e, portanto, pelo fato de as crianças serem batizadas, elas são destinadas pela Igreja à Eucaristia; e assim como creem pela fé da Igreja, assim desejam a Eucaristia pela intenção da Igreja, e, como resultado, recebem a sua realidade. Mas elas não estão dispostas ao Batismo por nenhum sacramento anterior, e, consequentemente, antes de receber o Batismo, de modo algum têm o Batismo de desejo; apenas os adultos o têm: por isso, não podem ter a realidade do sacramento sem receber o sacramento propriamente dito.” (São Tomás de Aquino, Suma Teológica III, q. 73, a. 3)
“Quanto às crianças, por causa do perigo de morte, que pode frequentemente ocorrer, visto que nenhum outro remédio pode ser-lhes dado senão o sacramento do Batismo, pelo qual são arrancadas do domínio do demônio e adotadas como filhos de Deus, [a sacrossanta Igreja Romana] avisa que o santo Batismo não deve ser adiado por quarenta ou oitenta dias... mas deve ser conferido assim que for possível convenientemente...” (Papa Eugênio IV, Concílio de Florença, Cantate Domino, 4 de fevereiro de 1442)
“Se alguém negar que os infantes, recém-nascidos do ventre de suas mães, mesmo que descendam de pais batizados, devam ser batizados; ou disser que eles são de fato batizados para a remissão dos pecados, mas que não derivam de Adão nenhum pecado original a ser expiado pelo banho da regeneração para obter a vida eterna — do que se seguiria que, neles, a forma do Batismo para a remissão dos pecados não seria verdadeira, mas falsa — seja anátema. Pois o que o Apóstolo disse: Por um só homem entrou o pecado no mundo, e pelo pecado a morte, e assim a morte passou a todos os homens, porque todos pecaram, não deve ser entendido de outro modo senão como a Igreja Católica difundida por toda parte sempre o entendeu. Por essa regra de fé, a partir da tradição dos apóstolos, até mesmo os infantes, que ainda não podem cometer qualquer pecado por si mesmos, são por isso verdadeiramente batizados para a remissão dos pecados, a fim de que neles seja purificado pela regeneração aquilo que contraíram pela geração. Pois, a não ser que alguém nasça da água e do Espírito Santo, não pode entrar no Reino de Deus.” (Concílio de Trento, Sessão 5, Parte 4)
“Deve-se exortar com empenho os fiéis para que cuidem de levar seus filhos à Igreja, tão logo seja possível com segurança, para receberem o Batismo solene. Como os infantes não têm outro meio de salvação senão o Batismo, podemos entender facilmente o quanto pecam gravemente aqueles que permitem que eles permaneçam sem a graça do Sacramento por mais tempo do que o necessário, sobretudo numa idade tão tenra, exposta a inúmeros perigos de morte.” (Catecismo do Concílio de Trento; publicado por ordem do Papa São Pio V em 1547)
“Observando que frequentemente, por meio de várias Constituições Apostólicas, a audácia e ousadia de homens depravados, que não conhecem freios, de pecar livremente contra o mandamento ‘não matarás’ foram reprimidas; Nós, colocados pelo Senhor no trono supremo da justiça, aconselhados por motivo justíssimo, renovamos em parte as antigas leis e em parte as estendemos, a fim de reprimir com justa punição a monstruosa e atroz brutalidade daqueles que não temem matar com extrema crueldade fetos ainda ocultos nas vísceras maternas. Quem não detestaria um ato tão abominável e perverso, pelo qual se perdem não apenas os corpos, mas também as almas?” (Papa Sisto V, Constituição Apostólica Effraenatam (contra os abortistas), 29 de outubro de 1588)
“A doutrina que rejeita como fábula pelagiana aquele lugar das regiões inferiores (que os fiéis geralmente chamam de limbo das crianças), no qual as almas daqueles que partem unicamente com a culpa do pecado original são punidas com a pena dos condenados, excetuada a pena de fogo... é falsa, temerária e injuriosa às escolas católicas.” (Papa Pio VI, Auctorem Fidei, 28 de agosto de 1794)
“Pergunta n.º 100 – Para onde vão os infantes que morrem sem Batismo?  Resposta – Os infantes que morrem sem Batismo vão para o Limbo, onde não gozam da visão de Deus, mas também não sofrem. Isso porque, tendo o pecado original — e somente ele — não merecem o Céu, mas tampouco merecem o Purgatório ou o Inferno.” (Catecismo de São Pio X, publicado em 1910. [Versão posterior à edição de 1905.])
"O ensinamento comum dos teólogos escolásticos é que, dentro da terra, existem quatro compartimentos interiores: um para os condenados, outro para aqueles que estão sendo purificados do pecado, um terceiro para os infantes que morreram sem receber o Batismo, e um quarto que agora está vazio, mas que outrora abrigou os justos que morreram antes da Paixão de Cristo."  (São Roberto Belarmino (1542–1621), Doutor da Igreja)

“Se o que dissemos até agora trata da proteção e do cuidado da vida natural, isso deve valer ainda mais em relação à vida sobrenatural que o recém-nascido recebe com o Batismo. Na presente economia [da salvação], não há outro meio de comunicar essa vida à criança que ainda não tem uso da razão. Contudo, o estado de graça no momento da morte é absolutamente necessário para a salvação. Sem ele, não é possível alcançar a felicidade sobrenatural, a visão beatífica de Deus. Um ato de amor [perfeito] pode bastar a um adulto para obter a graça santificante e suprir a ausência do Batismo; mas para a criança nasciturna ou recém-nascida, esse caminho não está aberto...” (Papa Pio XII, 29 de outubro de 1951, Congresso da Associação Católica Italiana de Parteiras)
A doutrina da Igreja Católica diz que o batismo é necessário para a salvação, seja batismo de água, de sangue ou de desejo.

Surge, portanto, a questão de saber em que, na ausência de uma revelação positiva e clara sobre o assunto, deve-se, em conformidade com os princípios católicos, crer a respeito do destino eterno de tais pessoas que morrem apenas com o pecado original, sem batismo de espécie alguma. Como resultado de séculos de especulação e debates sobre o assunto, a posição comum entre os teólogos é a de que essas almas desfrutam e desfrutarão eternamente de um estado de felicidade natural perfeita, e é isso que os católicos geralmente querem dizer quando falam do limbus infantium, o "limbo das crianças". Esse lugar em que as almas dos que morrem em pecado original desfrutam de felicidade natural é considerada no nível teológico como "doutrina comum da Igreja" .
“Apesar de haver várias questões [a resolver] sobre os limbos, sua existência deve ser tida por certa, conquanto não haja uma fé definida.” (Sacrae Theologiae Summa, vol. II De sacramentis p. 150 (BAC, Madri, 1954))

#### Tradição Pré-Agostiniana
Não há evidência que comprove que qualquer Padre grego ou latino antes de Santo Agostinho tenha ensinado que o pecado original, por si só, implicava uma pena mais severa após a morte do que a exclusão da visão beatífica — e isso, ao menos para os Padres gregos, sempre foi considerado algo estritamente sobrenatural.

Referências explícitas ao tema são raras, mas, de modo geral, a afirmação de São Gregório de Nazianzo pode ser tomada como representativa dos Padres gregos:
“Acontecerá, eu creio... que esses últimos mencionados [infantes que morrem sem batismo] não serão nem admitidos pelo justo juiz à glória do Céu, nem condenados a sofrer castigos, pois, embora não selados [pelo batismo], não são malditos... Pois do fato de alguém não merecer castigo, não decorre que seja digno de honra, assim como não se segue que quem não é digno de certa honra mereça por isso ser punido.”

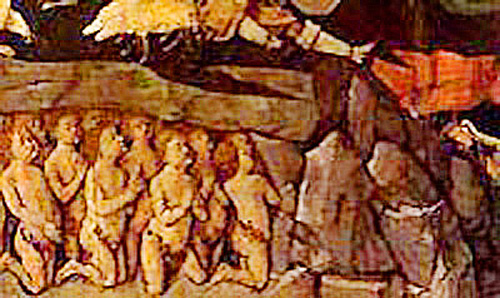
Enguerrand Quarton – Limbo das crianças (limbus puerorum) – Coroação da Virgem (1454)

Assim, segundo Gregório, para as crianças que morrem sem batismo e que são excluídas — por falta do “selo” — da “honra” ou favor gratuito de ver Deus face a face, admite-se um estado intermediário ou neutro, que, diferentemente do estado dos ímpios pessoais, é isento de punição positiva. No Ocidente, Tertuliano se opõe ao batismo infantil com base na ideia de que os infantes são inocentes, enquanto Santo Ambrósio explica que o pecado original é mais uma inclinação ao mal do que uma culpa em sentido estrito, e que ele não deve causar temor no dia do juízo; e o Ambrosiáster ensina que a “segunda morte” — isto é, a condenação ao inferno de tormento dos réprobos — não é incorrida pelo pecado de Adão, mas pelos nossos próprios pecados. Esta era, sem dúvida, a tradição geral antes do tempo de Santo Agostinho.

#### Ensinamento de Santo Agostinho
Em seus escritos mais antigos, o próprio Santo Agostinho concorda com a tradição comum . Assim, em, escrito vários anos antes da controvérsia pelagiana, ao discutir o destino dos infantes não batizados após a morte, ele escreve:
"É supérfluo indagar sobre os méritos de alguém que não tem méritos. Pois não se deve hesitar em sustentar que a vida pode ser neutra entre a boa conduta e o pecado, e que, entre recompensa e castigo, pode haver uma sentença neutra do juiz." 
Mas, mesmo antes do início da controvérsia pelagiana, Santo Agostinho já havia abandonado essa visão tradicional mais branda, e, no decorrer da controvérsia, ele mesmo condenou — e persuadiu o Concílio de Cartago (418) a condenar — o ensinamento pelagiano, substancialmente idêntico à tradição anterior, que afirmava a existência de "um lugar intermediário, ou de qualquer lugar em qualquer parte (ullus alicubi locus), no qual crianças que saem desta vida sem batismo vivem felizes".
Isso significa que Santo Agostinho e os Padres africanos acreditavam que os infantes não batizados experimentariam do sofrimento positivo comum dos réprobos, e o máximo que Santo Agostinho concede é que o castigo deles é o mais brando de todos — tão brando, de fato, que não se pode dizer que, para eles, o não existir seria preferível a existir nesse estado.
No entanto, esse ensinamento agostiniano foi uma inovação em sua época, e a história da especulação católica posterior sobre o tema ocupa-se principalmente com a reação a essa posição, reação que culminou num retorno à tradição pré-agostiniana.

#### Ensinamento Pós-Agostiniano
Após gozar de vários séculos de supremacia incontestada, o ensinamento de Santo Agostinho sobre o pecado original foi primeiramente contestado com sucesso por Santo Anselmo († 1109), que sustentava que não era a concupiscência, mas a privação da justiça original que constituía a essência do pecado herdado.
Quanto à questão específica da pena do pecado original após a morte, porém, Santo Anselmo concordava com Santo Agostinho ao sustentar que as crianças não batizadas participam dos sofrimentos positivos dos condenados. Já Abelardo foi o primeiro a se rebelar contra a severidade da tradição agostiniana nesse ponto. Segundo ele, não havia culpa (culpa), mas apenas pena (poena) no conceito próprio de pecado original; e, embora essa doutrina tenha sido corretamente condenada pelo Concílio de Soissons em 1140, seu ensinamento — que rejeitava o tormento material (poena sensus) e mantinha apenas a pena de dano (poena damni) como punição eterna do pecado original  — não apenas não foi condenado, como foi geralmente aceito e aperfeiçoado pelos escolásticos.
Pedro Lombardo, o Mestre das Sentenças, popularizou esse entendimento, e ele adquiriu certa autoridade oficial com a carta do Papa Inocêncio III ao Arcebispo de Arles, que logo foi incorporada ao Corpus Juris. O ensinamento do Papa Inocêncio afirma que:
"[Aqueles que morrem apenas com o pecado original em suas almas não sofrerão] nenhuma outra pena, seja pelo fogo material ou pelo verme da consciência, exceto a pena de serem privados para sempre da visão de Deus.”
Deve-se notar, no entanto, que essa poena damni, incorrida pelo pecado original, implicava, segundo Abelardo e a maioria dos primeiros escolásticos, um certo grau de tormento espiritual. Santo Tomás de Aquino foi o primeiro grande mestre a romper completamente com a tradição agostiniana sobre esse assunto  e, baseando-se no princípio — derivado dos Padres gregos por meio do Pseudo-Dionísio — de que a natureza humana como tal, com todos os seus poderes e direitos, não foi afetada pela Queda (quod naturalia manent integra), sustentou, ao menos virtualmente, o que a grande maioria dos teólogos católicos posteriores ensinou expressamente: que o limbus infantium é um lugar ou estado de perfeita felicidade natural.
O Doutor Angélico argumentava que não há razão para isentar as crianças não batizadas dos tormentos materiais do Inferno (poena sensus) que não sirva, a fortiori, para isentá-las também do sofrimento espiritual interior (poena damni, em sentido subjetivo), uma vez que este último é, na realidade, a pena mais grave, e mais oposta à mitissima poena que Santo Agostinho admitia. Por isso, ele nega expressamente que essas almas sofram qualquer “aflição interior”, ou seja, que experimentem qualquer dor pela perda da visão de Deus (nihil omnino dolebunt de carentia visionis divinae).
Inicialmente, Santo Tomás sustentava que essa ausência de sofrimento subjetivo era compatível com a consciência da perda objetiva ou privação, sendo a resignação dessas almas aos desígnios da providência divina tão perfeita que o conhecimento daquilo que perderam sem culpa própria não interferiria na plena fruição dos bens naturais que possuem. Posteriormente, porém, adotou uma explicação psicológica mais simples, segundo a qual essas almas não possuem qualquer conhecimento do destino sobrenatural que perderam — conhecimento esse que, sendo sobrenatural, não está incluído naquilo que é naturalmente devido à alma separada.

Deve-se acrescentar que, segundo Santo Tomás, o limbus infantium não é um mero estado negativo de imunidade ao sofrimento e à tristeza, mas um estado de felicidade positiva, no qual a alma está unida a Deus por um conhecimento e amor proporcionais à capacidade natural da criatura . Santo Tomás ensina:
“Embora os infantes não batizados estejam separados de Deus quanto à glória, não estão separados dele inteiramente. Pelo contrário, estão unidos a Ele pela participação nos bens naturais; e assim podem até alegrar-se n’Ele pela consideração e amor naturais.” “Alegrar-se-ão pelo fato de participarem largamente da bondade divina e das perfeições naturais.”
O ensinamento de Santo Tomás foi acolhido na Escolástica quase sem oposição, até o período da Reforma. Os pouquíssimos teólogos que, como Gregório de Rimini, sustentavam a visão agostiniana severa, eram comumente designados pelo nome depreciativo de tortores infantium (torturadores de crianças).
Alguns autores, como Savonarola e Catharinus, acrescentaram certos detalhes ao ensinamento corrente — por exemplo, que as almas das crianças não batizadas se unirão a corpos gloriosos na ressurreição, e que a terra renovada da qual fala São Pedro (2 Pd 3,13) será sua morada feliz por toda a eternidade.  
Com a Reforma, os protestantes em geral — especialmente os calvinistas —, ao reviverem o ensinamento agostiniano, ainda lhe acrescentaram severidade, e os jansenistas seguiram o mesmo caminho. Isso provocou dois efeitos sobre a posição católica: primeiro, obrigou-se uma atenção mais séria à verdadeira situação histórica (que os escolásticos haviam compreendido de forma muito imperfeita); segundo, estimulou-se uma oposição geral à severidade agostiniana quanto aos efeitos do pecado original (qual seja, a pena de fogo infligida às almas mortas apenas com o pecado original). O resultado imediato foi o surgimento de dois partidos católicos: um que rejeitava Santo Tomás para seguir a autoridade de Santo Agostinho ou tentava, inutilmente, reconciliar ambos; e outro que permanecia fiel aos Padres gregos e a Santo Tomás. Este último partido, após uma longa disputa, certamente saiu vitorioso.
Além dos defensores confessos do agostinianismo, os principais teólogos do primeiro partido foram Belarmino, Petávio e Bossuet. A principal razão de sua oposição à visão escolástica então predominante era que sua aceitação parecia comprometer o próprio princípio da autoridade da Tradição. Como estudiosos da história, sentiam-se obrigados a admitir que, ao excluir as crianças não batizadas de qualquer lugar ou estado, mesmo de felicidade natural, e ao condená-las ao fogo do Inferno, Santo Agostinho, o Concílio de Cartago e outros Padres africanos posteriores, como Fulgêncio , pretendiam ensinar não uma simples opinião pessoal, mas uma doutrina de fé católica. Não se satisfaziam com o que os escolásticos, como São Boaventura e Duns Scotus, diziam para contornar essa dificuldade — que Santo Agostinho teria apenas "exagerado".

Tampouco aceitavam a explicação que até alguns teólogos modernos continuam a repetir: que a doutrina pelagiana condenada por Santo Agostinho como heresia  consistia em reivindicar felicidade sobrenatural (em oposição à natural) para aqueles que morrem com o pecado original . Além disso, havia o ensinamento do Concílio de Florença, segundo o qual:
“...as almas daqueles que partem desta vida em pecado mortal atual, ou somente em pecado original, descem imediatamente ao inferno para serem punidas, mas com penas desiguais.”
Belarmino, pois, não estava disposto a admitir que Santo Tomás e os escolásticos, em geral, estivessem em conflito com o que Santo Agostinho e outros Padres consideravam como sendo de fé (de fide), e com o que o Concílio de Florença parecia ter ensinado de forma definitiva. Então, ele menciona Catharinus e alguns outros como se estivessem revivendo o erro pelagiano, como se o ensinamento deles diferisse substancialmente da doutrina comum dos escolásticos, e tenta refutar de forma mais branda aquilo que admite ser a opinião de São Tomás.
Ele próprio adota uma posição que, substancialmente, é a de Abelardo, mencionada anteriormente; mas se vê obrigado a interpretar os textos de Santo Agostinho e de outros Padres de tal modo que acaba por contradizer o princípio que ele mesmo defende em outra parte, de que “o pecado original não destrói a ordem natural, mas apenas a ordem sobrenatural”.
Petávio, por outro lado, não tentou suavizar o sentido óbvio de Santo Agostinho e seus seguidores, mas, em conformidade com tal ensinamento, "condenou" as crianças não batizadas às penas sensíveis do inferno, sustentando também que essa era uma doutrina do Concílio de Florença.
Nenhum desses teólogos, contudo, conseguiu angariar grande número de seguidores ou desviar a corrente da opinião católica do caminho para o qual São Tomás a havia direcionado. Além de Natalis Alexander  e Estius , o principal apoiador de Belarmino foi Bossuet, que tentou em vão convencer Inocêncio XII a condenar certas proposições que ele extraiu de uma obra póstuma do Cardeal Sfrondati, e nas quais se afirmava a visão escolástica mais branda.
Apenas agostinianos confessos, como Noris e Berti, ou jansenistas convictos, como o Bispo de Pistóia — cujo famoso sínodo diocesano forneceu oitenta e cinco proposições para condenação por Pio VI (1794) — apoiaram o ensino rigoroso de Petávio. A vigésima sexta dessas proposições repudiava “como uma fábula pelagiana a existência do lugar (geralmente chamado limbo das crianças) no qual as almas dos que morrem com pecado original são punidas com a pena de dano, sem qualquer pena de fogo”; e essa proposição, entendida no sentido de que, ao negar a pena de fogo, postula-se necessariamente um lugar ou estado intermediário — que não envolve nem culpa nem pena — entre o Reino de Deus e a condenação eterna, foi condenada pelo papa como sendo “falsa e temerária, além de caluniosa em relação às escolas católicas” 
Essa condenação foi, na prática, o extermínio do agostinianismo extremo, enquanto o agostinianismo mitigado de Belarmino e Bossuet já havia sido rejeitado pela maior parte dos teólogos católicos. Suárez, por exemplo, ignorando a objeção de Belarmino, continuou a ensinar o que Catharinus havia proposto — que as crianças não batizadas não apenas desfrutarão de perfeita felicidade natural, mas também ressuscitarão com corpos imortais no último dia e terão a terra renovada como sua morada feliz. ; e, sem insistir em tais detalhes, a grande maioria dos teólogos católicos continuou a sustentar a doutrina geral de que o limbo das crianças é um estado de perfeita felicidade natural, exatamente como teria sido se Deus não tivesse estabelecido a atual ordem sobrenatural.
É verdade, por outro lado, que alguns teólogos católicos defenderam algum tipo de compromisso com o agostinianismo, sob o argumento de que a própria natureza foi ferida e enfraquecida, ou, ao menos, que certos direitos naturais (inclusive o direito à felicidade perfeita) foram perdidos em consequência da Queda. Mas, em sua maioria, esses teólogos admitiram que o limbo das crianças implica isenção não só da pena de sentido, mas também de qualquer angústia espiritual positiva pela perda da visão beatífica; e não foram poucos os que se mostraram dispostos a admitir certo grau de felicidade natural no limbo. O que se tem debatido principalmente é se essa felicidade é tão perfeita e completa quanto teria sido no estado hipotético da pura natureza — e é isso que a maioria dos teólogos católicos tem afirmado.
Quanto às dificuldades levantadas contra essa visão — dificuldades que tinham tanto peso aos olhos dos eminentes teólogos que mencionamos — deve-se observar o seguinte:
1. Não se deve confundir a autoridade pessoal de Santo Agostinho com a autoridade infalível da Igreja Católica; e
2. Se levar-se em conta a confusão introduzida na controvérsia pelagiana pela falta de uma concepção clara e explícita da distinção entre a ordem natural e a ordem sobrenatural, pode-se facilmente compreender por que Santo Agostinho e o Concílio de Cartago foram, na prática, obrigados a condenar o "lugar intermediário" dos pelagianos. O próprio Santo Agostinho inclinava-se a negar completamente essa distinção, embora os Padres gregos já a tivessem desenvolvido de forma bastante completa, e embora alguns dos pelagianos tivessem dela um vislumbre [57]. O problema é que os pelagianos fundamentavam sua reivindicação de felicidade natural para as crianças não batizadas na negação da Queda e do pecado original, e identificavam esse estado de felicidade com a “vida eterna” do Novo Testamento.
3. Além disso, mesmo que se admitisse — apenas por hipótese — que esse cânon do Concílio de Cartago (cuja autenticidade não pode ser razoavelmente posta em dúvida) tenha adquirido força de definição ecumênica, ele deveria ser interpretado à luz daquilo que ambas as partes da controvérsia entendiam estar em jogo, e, por conseguinte, dever-se-ia acrescentar ao simples locus medius (lugar intermediário) a qualificação que é adicionada por Pio VI quando ele fala de “aquele lugar e estado intermediário, isentos de culpa e de pena.”[58]
4. Por fim, no que diz respeito ao ensinamento do Concílio de Florença, não é verossímil crer que os Padres ali reunidos tivessem qualquer intenção de definir uma questão tão distante do ponto central da união com os gregos . O que o concílio evidentemente pretendia negar, na passagem citada, era o adiamento das retribuições finais até o dia do juízo [32]. Afirma-se que os que morrem com o pecado original descem ao inferno, mas isso não significa necessariamente mais do que a exclusão eterna da visão de Deus (a visão sobrenatural beatífica). Nesse sentido, eles estão condenados; não alcançaram seu destino sobrenatural, e isso, objetivamente considerado, constitui uma verdadeira pena. Assim, o Concílio de Florença, ainda que interpretado de forma literal, não nega a possibilidade de uma felicidade subjetiva perfeita para aqueles que morrem com o pecado original — e isso é tudo o que se exige, do ponto de vista dogmático, para justificar a noção católica prevalente do limbo das crianças; enquanto que, do ponto de vista racional — como São Gregório Nazianzeno já havia apontado há muito tempo — nenhuma visão mais severa pode ser reconciliada com um conceito digno da justiça e dos demais atributos de Deus.

Até os novos regramentos oriundos do Concílio Vaticano II e do Novo Código de Direito Canônico de 1983, os que não eram batizados não podiam receber os ritos funerários católicos. A razão dessa norma era dada pelo Papa Inocêncio III :
“Foi decretado pelos sagrados cânones que não devemos ter comunhão com os mortos com os quais não tivemos comunhão em vida.” 
Segundo o antigo Código de Direito Canônico de 1917, no entanto, os catecúmenos “devem ser considerados membros dos fiéis cristãos” no que se refere aos ritos funerários.  O Concílio Plenário de Baltimore também decreta no n. 389 que o costume de enterrar parentes não batizados de católicos nos jazigos familiares poderia ser tolerado.

#### Comissão Teológica Internacional
No ano de 2007, o Papa Bento XVI autorizou que fosse publicado um documento criado pela "Comissão Teológica Internacional", uma comissão instituída para estudos e debates teológicos não definitivos a respeito do tema. O documento criado foi intitulado como "A esperança da salvação para as crianças que morrem sem Batismo". Os teólogos convidados para debater no documento afirmam a possibilidade de salvação de maneira misteriosa daquelas crianças que morreram sem terem recebido o batismo, embora não se poderia afirmar como isso se daria. O documento ainda menciona que o limbo é tido como "doutrina comum da Igreja" por muito tempo, e que ele continua sendo uma "hipótese teológica possível". Ainda que o texto desenvolvido pela Comissão seja desprovido de caráter magisterial, sendo apenas consultivo, é utilizado para debates sobre o assunto.

## Segundo a Igreja de Jesus Cristo - SUD
As crianças até 8 anos de idade, são consideradas puras e limpas de qualquer pecado através das expiação e Jesus Cristo. Todos os que morreram sem conhecimento deste evangelho, que o teriam recebido caso tivessem tido permissão de aqui permanecer, serão herdeiros do reino celestial de Deus; também, todos os que morrerem daqui em diante sem conhecimento dele, que o teriam recebido de todo o país coração, serão herdeiros desse reino; Pois eu, o Senhor, julgarei todos os homens segundo suas obras, segundo o desejo de seu coração que teriam aceitado se fossem vivos terão oportunidade de receber no mundo dos espiritual (lugar temporário onde o espírito é levado até o momento da ressurreição).

## No protestantismo
Nas denominações religiosas protestantes ou evangélicas, o conceito não existe, pois para algumas, as crianças são consideradas puras e vão diretamente para o Céu em caso de morte; para outras, que creem na predestinação absoluta, as crianças escolhidas por Deus para a salvação vão para o céu, e as predestinadas à destruição vão para o inferno. Em muitas denominações protestantes, o batismo é permitido somente para pessoas que já têm condições de abdicar, conscientemente, de viver em pecado e aceitam que seus pecados foram pagos por Jesus Cristo. Para os Adventistas do 7.º Dia e para as Testemunhas de Jeová esse conceito não existe, visto que acreditam que aqueles que morreram estão inconsciente e não sabem nada.